# Callitris macleayana
Callitris macleayana ist eine Pflanzenart aus der Familie der Zypressengewächse (Cupressaceae). Sie ist im östlichen Australien heimisch.

## Beschreibung
Callitris macleayana wächst als immergrüner, aufrechter Baum, der Wuchshöhen von 30 bis 40 Metern erreichen kann. Die Äste gehen gerade vom Stamm ab. Die faserige Borke ist gefurcht.

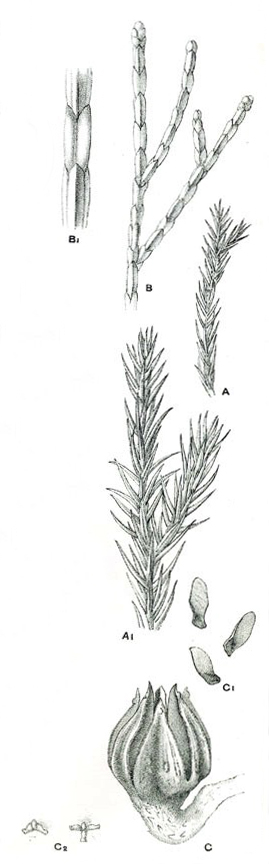
Callitris macleayana, Illustration

Die dunkelgrünen Blätter werden 2 bis 3 Millimeter lang. Ihre Rückseite ist gekielt. Junge Blätter werden 10 bis 15 Millimeter lang, haben eine spitz zulaufende Spitze und verbleiben häufig noch an älteren Bäumen.
Die männlichen Blütenzapfen stehen einzeln an den Zweigen und sind bei einer Länge von bis zu 8 Millimetern länglich geformt. Die ei- bis kegelförmigen, weiblichen Zapfen stehen einzeln, haben einen meist blaugrünen Stiel und werden 2 bis 3 Zentimeter dick. Jeder Zapfen besteht aus sechs oder acht dicken Zapfenschuppen und trägt wenige Samenkörner. Sie verbleiben nach der Reife noch mehrere Jahre an den Zweigen, ehe sie die Samen entlassen und abfallen. Die kastanienbraunen Samen werden etwa 10 Millimeter groß und haben einen Flügel.

## Verbreitung und Standort
Das natürliche Verbreitungsgebiet von Callitris macleayana ist disjunkt und umfasst das nordöstliche und südöstliche Queensland und das östliche New South Wales. Im Norden erstreckt es sich von den östlichen Atherton Tablelands bis in die Mount Windsor Tablelands. Im Süden erstreckt es sich vom südöstlichen Queensland über Byron Bay bis nach Clarencetown.
Callitris macleayana wächst vor allem in küstennahen Regenwäldern und an deren Rändern.
Callitris macleayana wird in der Roten Liste der IUCN als „nicht gefährdet“ eingestuft. Es wird jedoch darauf hingewiesen, dass eine erneute Überprüfung der Gefährdung notwendig ist.

## Nutzung
Das Holz von Callitris macleayana wird genutzt. Die Art wird auch als Ziergehölz angepflanzt.

## Systematik
Die Erstbeschreibung als Octoclinis macleayana erfolgte 1857 durch Ferdinand von Mueller in Transactions and Proceedings of the Philosophical Institute of Victoria, Band 2, Seite 22. Ferdinand von Mueller überführte die Art 1860 in  Essay on the plants collected by Mr. Eugene Fitzalan, during Lieut. Smith’s expedition to the estuary of the Burdekin, Seite 17 als Callitris macleayana in die Gattung Callitris. Ein Synonym für Callitris macleayana (F. Muell.) F. Muell. ist Leichhardtia macleayana (F. Muell.) Gordon.